# 나투라 (기업)
나투라(포르투갈어: Natura)는 브라질의 화장품 기업이다.